# Kucelj
Kucelj je vrh v jugozahodnem delu Posavskega hribovja severno od Višnje gore ter južno od Malega in Velikega Trebeljevega. Kucelj je najvišji vrh občine Grosuplje in ima 748 m nadmorske višine. Ob lepem vremenu je možno z vrha videti tudi Kamniško Savinjske Alpe, Karavanke in tudi del Julijskih Alp.   
Na vrhu Kuclja se nahaja manjši geodetski stolp ter ob njem žig. Stolp je bil leta 2021 obnovljen.

## Možne poti
| Pot                                  | Čas hoje | Zahtevnost               |
| ------------------------------------ | -------- | ------------------------ |
| Blečji vrh-Kucelj                    | 45 min   | Lahka, označena pot      |
| Leskovec -Kucelj                     | 25 min   | Lahka, označena pot      |
| Višnja gora-Kucelj (Pot dveh slapov) | 4h 30min | delno zahtevna, označena |